# Tjenestefolk
Tjenestefolk er en ældre fællesbetegnelse for ansatte i en eller anden form hos et herskab, i et (større) hjem/husholdning på landet, f.eks. på en gård eller i byen. De kan være mandlige eller kvindelige og ansat – fæstet – til at arbejde for arbejdsgiveren inden- eller udendørs. Betegnelsen kan bl.a. omfatte en kusk, tjener, tjenestepige, dreng, karl osv. Betegnelsen benyttes også om en hel gruppe af mennesker i et samfund, der har denne stilling, d.s.s. tyende. Forholdene for denne samfundsklasse var tidligere meget dårlig med underbetaling og udnyttelse, men ofte kunne der dog udvikle sig et nært forhold mellem herskab og tyende. Dronningen har for eksempel en selskabsdame eller en sekretær

## Eksempler på typer af Tjenestefolk
- Tyende
- Slave

### Kvindelige Tjenestefolk
- Amme giver småbørnene die.
- Guvernante passer børn.
- Husbestyrerinde laver alt det traditionelle kvindearbejde i en mands husholdning på fuld tid.
- Selskabsdame er ansat til at holde fruen med selskab.
- Kokkepige var ung kvindelig kok i en privat husholdning.
- Stuepige er en ung kvinde, der er ansat i en større husholdning med opgaver som rengøring, borddækning, servering og opvask.
- Påklæderske er en kvinde, der er ansat til at hjælpe med påklædningen.

### Mandlige Tjenestefolk
- Kusk (Hestevogn) eller Chauffør (Bil)
- Hovmester, den øverste af tjeneste folkene.
- Butler, en personlig tjener.
- Kammertjener. Passer soveværelset og hjælper med tøjet.
- Marsk var oprindeligt kongens stalddreng.

## Ekstern henvisning
- Wikimedia Commons har flere filer relateret til Tjenestefolk
- Ordbog over det Danske Sprog